# Thérémine
Le thérémine est un des plus anciens instruments de musique électronique, inventé en 1920 par le Russe Léon Thérémine.
Composé d'un boîtier électronique équipé de deux antennes, l'instrument a la particularité de produire de la musique sans être touché par l’instrumentiste. Dans sa version la plus répandue, la main droite commande la hauteur de la note, en faisant varier sa distance à l’antenne verticale. L’antenne horizontale, en forme de boucle, est utilisée pour faire varier le volume selon sa distance à la main gauche.

## Principe
Le son est produit à partir d'un signal électrique engendré par un oscillateur hétérodyne à tubes électroniques. Deux signaux de fréquences élevées (l’un fixe à 170 kHz, l’autre variable entre 168 et 170 kHz) se combinent pour former un battement et fournir un signal audible, entre 20 et 20 000 Hz.
L’effet de capacité apporté par le corps de l’instrumentiste, à proximité des antennes, affecte la fréquence produite, tout comme une personne se déplaçant dans une pièce peut altérer la qualité d’une réception de radio ou de télévision. Cette caractéristique est mise à profit dans le thérémine, et la combinaison des deux mains, l’une commandant le volume et l’autre la hauteur de la note, permet d’obtenir des effets sonores insolites.
Le thérémine, disposant d’un seul oscillateur, est un instrument monodique. Son timbre, que l’on ne peut modifier, ressemble à celui de la voix humaine ou à celui de la scie musicale.

## Histoire

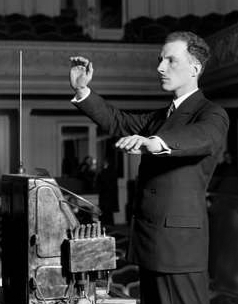
Léon Theremin.

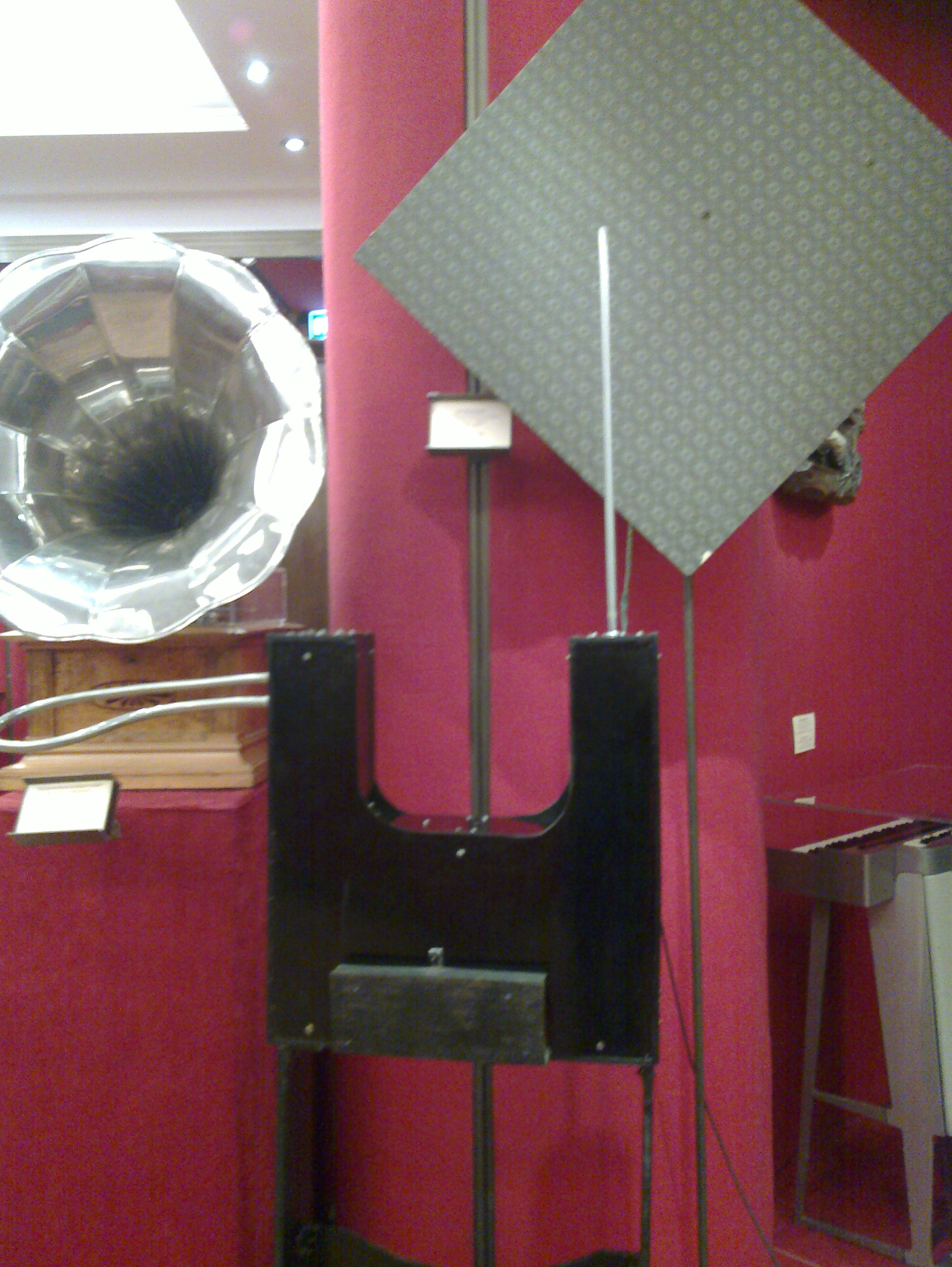
Thereminvox, un des premiers instruments inventés, musée Glinka (Moscou).

L'invention de Léon Theremin suit de près la révolution russe de 1917. Il a la chance de faire une démonstration convaincante à Lénine, et son instrument est immédiatement promu par le nouveau pouvoir. Lénine prend des leçons de thérémine, et en commande 600 exemplaires afin qu’ils soient distribués partout en URSS. De plus, Theremin est envoyé en tournée mondiale, comme ambassadeur de la nouvelle technologie soviétique.
Le succès est au rendez-vous en Europe, et plus tard aux États-Unis, où l’ingénieur s’installe et obtient un brevet américain, le 28 février 1928. Il concède les droits de production de l’instrument à la firme RCA. La réussite commerciale n'est pas au rendez-vous, mais Theremin continue ses recherches et invente de nouveaux instruments :
- le rhythmicon, première boîte à rythmes ;
- le terpsitone, générateur sonore commandé par le mouvement de danseurs qui utilise le même principe que le thérémine mais dont l’antenne est dissimulée sous la piste de danse ;
- le thérémine à clavier ;
- le violoncelle thérémine.

En 1938, Theremin retourne brusquement en Union soviétique. À l'époque, les raisons de son retour ne sont pas claires : certains affirmeront qu'il avait tout simplement le mal du pays, tandis que d'autres estimeront qu'il avait été enlevé par des agents soviétiques. Beryl Campbell, l'une des danseuses de Theremin, déclarera que sa femme Lavinia « avait appelé pour dire qu'il avait été enlevé dans son studio » et que « certains Russes étaient venus » et qu'elle sentait qu'il allait être amené hors du pays[réf. souhaitée].
Plusieurs années plus tard, on apprendra que Theremin est retourné dans son pays natal à cause de problèmes fiscaux et financiers aux États-Unis,. Toutefois, Theremin aurait dit à Bulat Galeyev (physicien, artiste et musicologue) qu'il avait décidé de partir parce qu'il était inquiet devant l'imminence de la guerre. Peu après son retour, à Léningrad, il est incarcéré à la prison de Boutyrka à Moscou, puis déporté pour une durée de huit ans, dans les mines d'or de la Kolyma, sous le prétexte d'avoir planifié avec un groupe d'astronomes, l'assassinat de Sergueï Kirov, lors de sa visite prévue à l'observatoire de Poulkovo.
Bien que des rumeurs de son exécution aient été largement diffusées, Theremin ne reste qu'un an dans le camp de travail, puis est transféré à l'hiver 1940, à Omsk dans une charachka (un laboratoire surveillé par la police secrète, dans le système des camps du Goulag), en collaboration avec Andreï Tupolev, Sergueï Korolev et d'autres scientifiques et ingénieurs. On le fait travailler sur d’autres sujets de recherche en électronique comme des appareils d'espionnage ou des brouilleurs de communications : Léon Theremin invente le système d'écoute Bourane (précurseur du micro espion laser), en utilisant à distance un faisceau infrarouge de faible puissance pour détecter les vibrations sonores dans la vitre d'une fenêtre. Beria, le chef de l'organisation de la police secrète NKVD, (le prédécesseur du KGB), utilisera le dispositif Bourane pour espionner les ambassades européennes et américaines à Moscou (The Thing). En 1947, Léon Theremin reçoit le prix Staline pour son invention et cette avancée technologique de l'espionnage soviétique, et est réhabilité en 1956.
À partir de 1961, Robert Moog crée une version transistorisée du thérémine, dont de nombreux exemplaires sont vendus et continuent à trouver des acquéreurs. La marque Moog continue d'améliorer et de produire des thérémines, notamment avec la sortie du Claravox Centennial fin 2020-début 2021, présenté par le théréministe français Grégoire Blanc.

## Utilisation musicale
Le thérémine est en premier lieu associé à la musique contemporaine et expérimentale du XXe siècle. Sa difficulté de jeu, où l’instrumentiste doit rester parfaitement immobile (à l’exception des bras), et l’absence de clavier ont confiné sa diffusion à une certaine élite. La création des ondes Martenot, qui utilisent le même principe électronique mais qui sont pourvues d’un clavier, a rapidement contribué à sa marginalisation.

### Compositions classiques et contemporaines
Les théréministes se sont constitué un premier corpus en transcrivant des pièces classiques pour un instrument monodique (comme le violon, le violoncelle ou la flûte) et accompagnement. Néanmoins, le besoin de pièces nouvelles spécialement écrites pour l'instrument s'est rapidement fait sentir, et des commandes ont été passées à différents compositeurs. La toute première pièce composée pour le thérémine est une pièce pour thérémine solo et orchestre composée en 1924 par Andrei Paschtschenko (ru).
Un répertoire de pièces composées pour l'instrument est donc progressivement constitué. Pour le moment, aucun catalogage général n'a été fait, mais on peut estimer le nombre de pièces originales à environ 250. Il y a des pièces solos, avec orchestre (on compte une trentaine de pièces pour thérémine solo et orchestre, ce à quoi il faut ajouter une cinquantaine de pièces où le thérémine est incorporé dans l'orchestre), mais surtout beaucoup de musique de chambre (environ 160 œuvres, dont plus d'une trentaine pour thérémine et piano).
Parmi les compositeurs ayant exploité le thérémine, on peut par exemple citer Edgar Varèse ou Bohuslav Martinů (Fantaisie pour thérémine, hautbois, quatuor à cordes et piano composée en 1945). Mais c'est surtout depuis la fin des années 1980 qu'a été écrit le plus grand nombre de pièces.
Outre Varèse et Martinů, on trouve parmi les compositeurs à avoir écrit pour le thérémine : Charles Ives, Percy Grainger, Alfred Schnittke, Christian Wolff, Joseph Schillinger, Moritz Eggert, Jorge Antunes, Vladimir Komarov, Anis Fuleihan (en), Fazıl Say, Kalevi Aho (Eight Seasons, concerto pour thérémine et orchestre de chambre, écrit en 2011 pour Carolina Eyck) et Régis Campo (Dancefloor With Pulsing pour thérémine et orchestre écrit également pour Carolina Eyck en 2018 au festival Ars Musica à Bruxelles).
Le compositeur français Vincent-Raphaël Carinola a composé une œuvre pour thérémine. Intitulée Toucher, elle fut interprétée par  les percussionnistes Claudio Bettinelli (dédicataire et créateur de la pièce),, Pascal Viglino et Philippe Cornus, ainsi que par le clarinettiste Dominique Clément et par la harpiste Frédérique Cambreling[réf. nécessaire].

### Interprètes notables

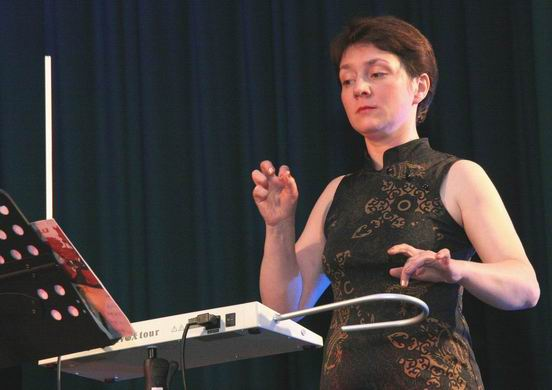
Lydia Kavina, virtuose du thérémine, sur son instrument.

Sont recensés dans cette section les théréministes réguliers. Pour les utilisateurs ponctuels, voir la section sur les musiques populaires.

#### Interprètes historiques
- Lucy Bigelow Rosen (1890-1968)
- Clara Rockmore (1911-1998), lituanienne (née à Vilnius), collabore avec Léon Theremin au perfectionnement de son invention. Violoniste classique de formation, elle s'approprie complètement le nouvel instrument et lui donne ses lettres de noblesse[18].
- Samuel Hoffman (en) (1903-1967) : interprète dans de nombreuses musiques de films, dont The Thing (La Chose d'un autre monde), de Howard Hawks et Christian Nyby (1951).

#### Théréministes actuels
- Claude-Samuel Lévine, également compositeur et ondiste[19].
- Natasha Theremin (en) (né en 1948), fille de Leon Theremin, théréministe, professeure de musique, conservatrice de la Russian Theremin School[20].
- Peter Theremin (en), arrière-petit-fils de Leon Theremin, théréministe[21].
- Pamelia Kurstin (nom de scène de Pamelia Stickney, États-Unis)[22].
- Katica Illényi, violoniste professionnelle, joue occasionnellement du thérémine en concert[23].
- Barbara Buchholz (1959 - 2012), développa de nouvelles techniques et expérimentations du thérémine.
- Lydia Kavina, née à Moscou le 8 septembre 1967, concertiste théréministe internationale, elle compose également pour cet instrument[24].
- Carolina Eyck (Allemagne), élève de Lydia Kavina, l'une des plus importantes interprètes en activité[25].
- Dorit Chrysler (Autriche), fondatrice de la New York Theremin Society.
- Masami Takeuchi (ja) (Japon) conservateur de la Japan Theremin School a également inventé un instrument dérivé, le matryomin[26].
- Tim Blake (Royaume-Uni) joue régulièrement du thérémine, à la fois dans ses concerts avec le groupe Hawkwind et dans ses prestations en solo.
- Thorwald Jørgensen (né en 1980), musicien néerlandais
- Taavi Kerikmäe, compositeur estonien.
- Adrian Stout, avec les Tiger Lillies.
- Peter Pringle (en), né à Halifax (Canada) le 7 septembre 1945, musicien canadien et personnalité de télévision[27].
- Grégoire Blanc, musicien français.
- Mezerg, multi-instrumentiste, ce musicien issue d'une formation jazz joue du theremine pendant qu'il joue au clavier et à la batterie aux pieds.

### Musiques de films et de séries
En 1945, Miklós Rózsa utilise cet instrument dans sa musique pour La maison du Docteur Edwardes d'Alfred Hitchcock, plongeant ainsi le spectateur dès le générique dans l'ambiance de folie du personnage principal du film.
Mais c'est dans les années 1950 que le thérémine a été largement utilisé pour créer les ambiances sonores des films de science-fiction, comme Le Jour où la Terre s'arrêta (1951). On le retrouve aussi dans certaines séries télévisées fantastiques, comme Le Sixième Sens (The Sixth Sense) en 1972, pour souligner certains passages de l'action, ou policières anglaises à l'instar d'Inspecteur Barnaby (Midsomer Murders) dont le thème musical a été composé par Jim Parker (en). Celui-ci n'est pas interprété avec une scie musicale mais bien avec un thérémine, par Celia Sheen (1940-2011), avec un instrument fabriqué par l'ingénieur britannique Anthony Henk. Parmi les utilisations récentes, notons les compositions de Danny Elfman, notamment dans la bande originale du film Mars Attacks! ou dans celle de Frankenweenie, ainsi que la composition de Justin Hurwitz pour le film First Man.

### Utilisation dans les musiques populaires
- Aerosmith : sur le morceau Sweet Emotion joué par Joe Perry.
- Bears of Legend dans la chanson I Need It de l'album A Million Lives.
- Bee Gees
- Benjamin Biolay
- Bertrand Cantat en concert sur le titre Silicon Valley.
- Blues Explosion
- Biffy Clyro : sur le morceau Shock Shock.
- Captain Beefheart and his Magic Band : sur Electricity et Autumn Child.
- CEvin Key sur bOb's Shadow de l'album The Ghost Of Each Room et en concert.
- Chimaira : sur le morceau Six.
- Cosmic Trip Machine.
- Dionysos : sur leur album Monster In Love. L'instrument est même le sujet du titre Giant Jack et le sanglophone. Il a aussi l'habitude d'utiliser le thérémine lors de ses concerts.
- Claude Dubois : Sur la chanson Le Labrador, enregistrée en 1970 mais publiée sur son cinquième album studio Dubois.
- Emji, sur le morceau Toboggan.
- EZ3kiel.
- Fishbone.
- Goldfrapp sur le morceau Yes Sir.
- Heather Nova : sur le morceau When somebody turns you on de l'album South.
- IAMX.
- Imai Hisashi (en), le guitariste du groupe de visual-rock japonais Buck-Tick (en), utilise le thérémine à de nombreuses reprises lors des concerts de sa formation.
- Jean-Jacques Birgé
- Jean Michel Jarre, utilisateur épisodique du thérémine sur des morceaux comme Oxygène 10, les Chants magnétiques 1, Zoolookologie, lors du concert à Pékin en 2004 et de sa tournée 2010.
- Joe Bonamassa : sur le morceau The ballad of John Henry.
- Jonathan Davis, le chanteur de Korn : Dans son album live Alone I Play, un des musiciens jouera du thérémine durant la reprise de Hey Daddy.
- La Femme
- Led Zeppelin, sur le morceau Whole Lotta Love.
- Les Ogres de Barback utilisent cet instrument dans de nombreux morceaux.
- Linkin Park : lors du concert à Moscou en 2011.
- Au sein du groupe Magma, le percussionniste Benoît Alziari utilise occasionnellement un thérémine, notamment sur la pièce Attahk.
- Michel Aumont sur l'album Armorigène Trio
- Mercury Rev, sur les morceaux Holes et Tonite It Shows de l'album Deserter's songs.
- Messer Chups, formation russe de surf rock organisée autour du théremine dont la virtuose principale, Lydia Kavina est la descendante directe de l'inventeur (vue aux Transmusicales de Rennes en 2005).
- Nine Inch Nails (notamment Charlie Clouser sur plusieurs morceaux de l'album live And All That Could Have Been, comme l'intro de Sin ou Just Like You Imagined).
- Pere Ubu (Robert Wheeler)
- Phillip Cope (guitariste de Kylesa)
- Pixies dans Velouria
- Placebo sur Taste in Men en live
- Portishead : sur les morceaux Mysterons du premier album Dummy et Humming du second album du groupe. Mais si l'on s'en fie aux concerts, il s'agirait d'un son de thérémine reconstitué au synthétiseur
- Fay Lovsky (nl), multi instrumentiste hollandaise (ukulélé, scie musicale, thérémine, guitare, chant, etc.) membre des Primitifs du futur.
- Radiohead
- Rone, qui l'intègre à sa configuration lors de ses performances en concert
- Sati Mata sur la chanson Nitroglycérine de la chanteuse RoBERT (album Free dub 2)
- Rob Schwimmer dans Theremin Noir
- Sher ki Awaaz
- Spirit of the matter : sur les albums Moka Club, Le miroir à trois faces, Zuble Land (joué par Ian Marek, guitariste du groupe).
- Jean-Luc Fonck du groupe belge Sttellla l'utilise lors de sa tournée One man chose.
- Sting l'utilise lors de sa tournée avec l'Orchestre philharmonique royal de Londres en 2010, plus précisément dans la chanson Moon over Bourbon Street.
- Un des musiciens de Stromae l'utilise lors de sa tournée en 2011 à la fin de l'interprétation du single Cheese.
- System of a Down sur Ego Brain.
- The Beach Boys : sur les morceaux Good Vibrations et I Just Wasn't Made for These Times (en). Il s’agit en réalité d’un instrument proche, le Tannerin (ou Electro-Theremin (en)), inventé et joué par Paul Tanner.
- The Damned : sur la chanson Absinthe de l'album Grave Disorder (il est joué par le chanteur Dave Vanian qui est l'auteur-compositeur de cette chanson).
- The Flaming Lips.
- The Gathering : René Rutten combine guitare électrique et thérémine sur plusieurs morceaux de l'album How to measure a planet. Il joue du thérémine sur les versions live du morceau Sand and Mercury. La théremine est présente sur le morceau I can see four Mile, issu de l'album Disclosure.
- The Plastic People of the Universe.
- The Polyphonic Spree.
- The Rolling Stones sur 2000 Light Years from Home, de l'album Their Satanic Majesties Request.
- Ulver : sur les morceaux Eos et Funebre de l'album Shadows of the sun, joué par Pamelia Kurstin.
- Un drame musical instantané.
- Walk off the Earth dans leur reprise de Material Girl
- Wintergatan dans le morceau Paradis
- Zazie : sur le morceau Cyber de l'album Rodéo Tour extrait de la tournée du même nom.
- Zelwer : dans le documentaire La poussette Maclaren de la série Design sur Arte, dans le spectacle solo l'Orchestrano.

## Simulateur de thérémine
Il existe un exemple de simulateur ou émulateur de thérémine utilisant l'interface homme-machine naturelle Kinect pour Xbox 360, capable de reconnaître les mouvements du corps, développé par le designer Ken Moore. Jean Girvès a proposé dans les années 80, un système (le LUM) qui utilise des faisceaux lumineux pour suivre les mouvements d'un danseur et produire les sons correspondants, à l'aide de divers appareils de transduction. Il existe des logiciels pour ordinateur qui émulent un thérémine à la souris.
Le 9 mars 2016, Google propose un Doodle pour les 105 ans de la naissance de Clara Rockmore,, célèbre joueuse de thérémine. Celui-ci permet à l'internaute de jouer du thérémine via son navigateur à l'aide de sa souris. Il permet notamment de choisir plusieurs réglages comme la clef utilisée, la gamme, l'octave ou le timbre de l'instrument.